# راینهاردت ۱۶۷۰۵
سیارک ۱۶۷۰۵ (به انگلیسی: 16705 Reinhardt، نامگذاری:1995EO8) شانزده هزار و هفتصد و پنجمین سیارک کشف شده‌است که در ۴ مارس ۱۹۹۵ کشف شد.
قدر مطلق سیارک برابر ۱۴٫۴۰ است.